# Podfranciszkany
Podfranciszkany [pronunciación en polaco: /pɔtfrant͡ɕiʂˈkanɨ/] es un pueblo ubicado en el distrito administrativo de Gmina Nowy Kawęczyn, dentro del Distrito de Skierniewice, Voivodato de Łódź, en Polonia central. Se encuentra aproximadamente a 4 kilómetros al noroeste de Nowy Kawęczyn, a 8 kilómetros al sureste de Skierniewice, y a 53 kilómetros al este de la capital regional Łódź.
El pueblo tiene una población de 80 habitantes.